# Großsteingrab Odoorn-Noorderveld 1
Das Großsteingrab Odoorn-Noorderveld 1 war eine megalithische Grabanlage der jungsteinzeitlichen Westgruppe der Trichterbecherkultur bei Odoorn, einem Ortsteil von Borger-Odoorn in der niederländischen Provinz Drenthe. Es wurde zu einem unbekannten Zeitpunkt zerstört. Seine Überreste wurden 1984 archäologisch untersucht. Das Grab trägt die van-Giffen-Nummer D32c.

## Lage
Das Grab befand sich nördlich von Odoorn, östlich des Exlooerwegs. In der näheren Umgebung gibt es zahlreiche weitere Großsteingräber. 1 km westsüdwestlich befindet sich das Großsteingrab Odoorn (D32), 1,4 km nordöstlich das Großsteingrab Exloo-Zuid (D31), 2,1 km südsüdöstlich das Großsteingrab Valthe-West (D34) und 2,9 km südsüdöstlich das Großsteingrab Valthe-Zuidwest (D35). Auch mehrere zerstörte Gräber sind aus dieser Gegend bekannt. 1,2 km südsüdöstlich lag das Großsteingrab Odoorn-Noorderveld 2 (D32d), 1,9 km südwestlich das Großsteingrab Odoorn-Westeres (D32a) und 2,1 km südsüdöstlich das Großsteingrab Valthe-Valtherveld (D33).

## Forschungsgeschichte
Der genaue Zeitpunkt der Zerstörung des Grabes ist unbekannt. Archivfotos von 1929 zeigen den Fundplatz bereits ganz ohne Steine. 1984 wurden die Überreste des Grabes unter Leitung von Jan N. Lanting archäologisch untersucht.

## Beschreibung
Bei der Anlage handelte es sich vermutlich um ein Ganggrab. Lanting konnte bei seiner Grabung feststellen, dass die Grabkammer eine Länge von etwa 5 m und eine Breite zwischen 1,8 m und 2 m hatte. Sie bestand aus vier Wandsteinpaaren an den Langseiten und je einem Abschlussstein an den Schmalseiten.

## Funde
Lantings Grabung erbrachte nur wenige Funde.